# Radio latino

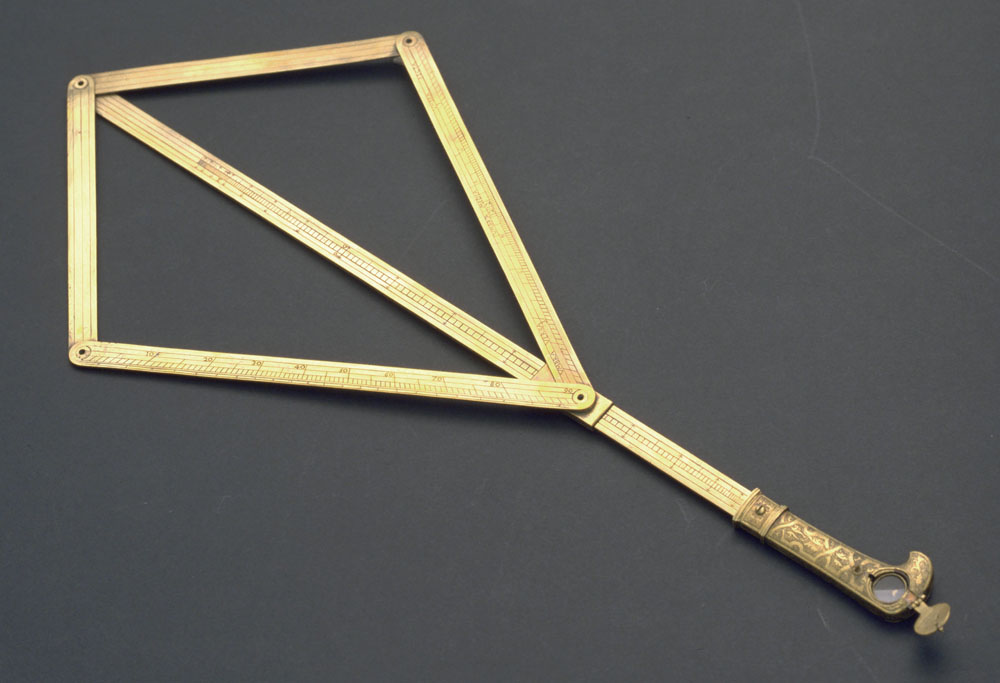
Radio latino al Museo Galileo di Firenze.

Il radio latino è uno strumento per misurare le distanze e le altezza.
Lo strumento fu ideato da Latino Orsini (c. 1530-c. 1580) e descritto nel Trattato del Radio Latino pubblicato a Roma con commento di Egnazio Danti (1536-1586) nel 1583 e nel 1586. Serviva a misurare le distanze, le altezze, le profondità, l'alzo dei cannoni, il livello dei piani, e a compiere rilievi topografici.
Lo strumento è composto di un'asta centrale sulla quale si muovono quattro aste snodate a forma di parallelogramma e munite di visori. Sulle aste sono tracciate varie scale di misura, come quella dei gradi, il quadrato delle ombre, la divisione in braccia, la rosa dei venti, gli angoli di poligoni regolari inscritti nel cerchio, e i diametri delle palle d'artiglieria. Nel manico è inserita una bussola. Una volta chiuso, lo strumento veniva riposto in un fodero, assumendo le sembianze di un pugnale.